# Vicealmirante Montes (Buenos Aires)
Solana del Monte, también conocido como El Bajo km 26 o simplemente Bajo 26, es el nombre de un barrio ubicado en la localidad de Don Torcuato, partido de Tigre, provincia de Buenos Aires, República Argentina. Está delimitado por las calles: Santa María de Oro, Boquerón, Rubén Darío, Italia y Av. del Trabajo.
En un principio (década de 1960) fue un barrio muy deshabitado, lleno de maizales. Después pasó a ser un barrio popular marginal (1970-1980) y desde la década de 1990 el barrio progresó mucho. Tras la apertura de la Avenida del Trabajo en el año 2007 el barrio se vio favorecido ya que será una arteria más que descongestione la, ya obsoleta, ruta 202.
Se le llama «Bajo 26» por estar en el kilómetro 26 de la línea ferroviaria Belgrano Norte. A la vez, la geografía del barrio parece estar en un «pozo», observado desde Don Torcuato Noreste. En realidad, está a la misma altura que Boulogne Sur Mer.
Allí se encuentra la estación ferroviaria Vicealmirante Montes.